# Sciomyza plumbella
Sciomyza plumbella är en tvåvingeart som först beskrevs av Johann Wilhelm Meigen 1838.  Sciomyza plumbella ingår i släktet Sciomyza och familjen kärrflugor.
Artens utbredningsområde är Belgien. Inga underarter finns listade i Catalogue of Life.